# Вірджиліо
Вірджиліо (італ. Virgilio) — колишній муніципалітет в Італії, у регіоні Ломбардія,  провінція Мантуя. З 4 лютого 2014 року Вірджиліо є частиною новоствореного муніципалітету Борго-Вірджиліо.
Вірджиліо розташоване на відстані близько 390 км на північ від Рима, 135 км на схід від Мілана, 6 км на південь від Мантуї.
Населення — 10 948 осіб (2012).

## Демографія
Населення за роками:

Станом на 31 грудня 2010 року в муніципалітеті офіційно проживав 1281 іноземець з 48 країн, серед них 224 громадяни країн Євросоюзу та 49 громадян України.

## Сусідні муніципалітети
- Баньоло-Сан-Віто
- Боргофорте
- Куртатоне
- Мантуя